# Izoklina
Izokline (grč. isos = jednak + ϰλίνεıν: nagibati se) su izolinije koje na zemljopisnoj karti spajaju mjesta jednakih vrijednosti magnetske inklinacije. Aklina (aklinički magnetski ekvator) je izoklina koja spaja točke inklinacije 0°.

## Izomagnetične linije
Izomagnetične linije (grč. isos = jednak + srednjovj. lat. magneticus: magnetski) su izolinije koje na zemljopisnoj karti spajaju mjesta jednakih vrijednosti elemenata Zemaljskoga magnetizma (izokline, izodiname, izogone; rjeđe izanomale, koje spajaju mjesta jednakih otklona od normalnih vrijednosti).

### Izogone
Izogone (grč. isos = jednak, gonia = kut) su izolinije koje na zemljopisnoj karti spajaju mjesta jednakih vrijednosti magnetske deklinacije Zemljina magnetskoga polja. Agone su izogone koje ograničavaju mjesta gdje je magnetska deklinacija približno jednaka nuli. Prvu kartu s izogonama iscrtao je E. Halley 1701.

### Izodiname
Izodiname (grč. isos = jednak + δύναμıς: sila, snaga) su izolinije koje na zemljopisnoj karti spajaju mjesta jednake jakosti Zemljina magnetskoga polja.

## Poveznice
- Izolinije